# ニシダ飴
有限会社ニシダ飴（ニシダあめ）とは、埼玉県熊谷市中西にある飴製菓店。1928年創業。昔から伝えられてきた製法で作られたイチゴ、ブドウ、ハッカ、ニッキ、サイダーなど20から30種類の飴を販売するが、桜飴（4月頃）、市の「あついぞ！熊谷」冠事業の一つとして沖縄産の海塩を加えた「しおまるくん」（夏）、唐辛子（9月頃）、あんこ飴（11月頃）などの季節限定商品も販売している。飴の他には、「ニシダが最中」「五家宝」「生チョコレート」「洋菓子」の製造も手掛ける。